# Maurice Rabinowicz
Pour les articles homonymes, voir Rabinowicz.
Maurice Rabinowicz est un cinéaste belge, né le 23 août 1947 à Ixelles (Bruxelles).

## Biographie
Diplômé en juin 1970 de l'INSAS (section Théâtre / Techniques de diffusion de la culture et techniques de communications sociales)
Très brechtien, il intègre souvent des moments de théâtre à une action jouée avec un réalisme décalé, une extrême distanciation.

## Filmographie

### Comme réalisateur
- Nègre (1968)
- Canal K (1970) avec Boris Lehman
- Le Nosferat ou les eaux glacées de calcul égoïste (1975)
- Des anges et des démons (1978)
- Une page d'amour (1978) avec Sami Frey et Géraldine Chaplin. Sélim Sasson disait que c'était un des films les plus importants du cinéma belge. Tourné dans Bruxelles. (Prix du scénario décerné par le Ministère de la Culture française de Belgique)
- Les Jours de notre vie (1980) avec Maureen Dor[2]
- Une femme en fuite (1982) avec Marie Dubois

### Comme scénariste
- Le Secret de l'enfant fourmi de Christine François (2012)